# Wilma Reid
Wilma Reid (* um 1935, geborene Wilma Tyre) ist eine ehemalige schottische Badmintonspielerin.

## Karriere
Joanna Flockhart gewann 1955 ihren ersten nationalen Titel in Schottland. 1959 siegte sie erstmals bei den Scottish Open, ein Jahr später bei den Irish Open. Bei den prestigeträchtigen All England wurde sie 1961 Zweite im Doppel mit Catherine Dunglison.

## Sportliche Erfolge
| Saison | Veranstaltung                     | Disziplin   | Platz | Name                             |
| ------ | --------------------------------- | ----------- | ----- | -------------------------------- |
| 1955   | Schottland: Einzelmeisterschaften | Dameneinzel | 1     | Wilma Tyre                       |
| 1956   | Schottland: Einzelmeisterschaften | Dameneinzel | 1     | Wilma Tyre                       |
| 1957   | Schottland: Einzelmeisterschaften | Damendoppel | 1     | Wilma Tyre / E. Tyre             |
| 1957   | Schottland: Einzelmeisterschaften | Mixed       | 1     | Robert McCoig / Wilma Tyre       |
| 1958   | Schottland: Einzelmeisterschaften | Mixed       | 1     | Robert McCoig / Wilma Tyre       |
| 1959   | Schottland: Einzelmeisterschaften | Dameneinzel | 1     | Wilma Tyre                       |
| 1959   | Scottish Open                     | Mixed       | 1     | Robert McCoig / Wilma Tyre       |
| 1959   | Scottish Open                     | Damendoppel | 1     | Wilma Tyre / Maggie McIntosh     |
| 1959   | Scottish Open                     | Dameneinzel | 1     | Wilma Tyre                       |
| 1960   | Schottland: Einzelmeisterschaften | Mixed       | 1     | Robert McCoig / Wilma Tyre       |
| 1960   | Schottland: Einzelmeisterschaften | Dameneinzel | 1     | Wilma Tyre                       |
| 1960   | Schottland: Einzelmeisterschaften | Damendoppel | 1     | Wilma Tyre / Maggie McIntosh     |
| 1960   | Irish Open                        | Mixed       | 1     | Robert McCoig / Wilma Tyre       |
| 1961   | Scottish Open                     | Mixed       | 1     | Robert McCoig / Wilma Tyre       |
| 1961   | Schottland: Einzelmeisterschaften | Damendoppel | 1     | Wilma Tyre / Maggie McIntosh     |
| 1961   | All England                       | Damendoppel | 2     | Cathy E. Dunglison / Wilma Tyre  |
| 1961   | Schottland: Einzelmeisterschaften | Dameneinzel | 1     | Wilma Tyre                       |
| 1962   | Irish Open                        | Mixed       | 1     | Robert McCoig / Wilma Tyre       |
| 1962   | Scottish Open                     | Mixed       | 1     | Robert McCoig / Wilma Tyre       |
| 1962   | Schottland: Einzelmeisterschaften | Mixed       | 1     | Robert McCoig / Wilma Tyre       |
| 1962   | Schottland: Einzelmeisterschaften | Damendoppel | 1     | Wilma Tyre / D. G. Calder        |
| 1964   | Schottland: Einzelmeisterschaften | Mixed       | 1     | Robert McCoig / Wilma Reid       |
| 1965   | Schottland: Einzelmeisterschaften | Mixed       | 1     | Robert McCoig / Wilma Reid       |
| 1965   | Schottland: Einzelmeisterschaften | Damendoppel | 1     | Catherine Dunglison / Wilma Reid |
| 1965   | Scottish Open                     | Mixed       | 1     | Robert McCoig / Wilma Reid       |
| 1965   | Scottish Open                     | Damendoppel | 1     | Catherine Dunglison / Wilma Reid |
| 1966   | Schottland: Einzelmeisterschaften | Damendoppel | 1     | Catherine Dunglison / Wilma Reid |
| 1968   | Schottland: Einzelmeisterschaften | Damendoppel | 1     | Wilma Reid / Muriel Ferguson     |
| 1968   | Schottland: Einzelmeisterschaften | Mixed       | 1     | Robert McCoig / Wilma Reid       |
| 1969   | Schottland: Einzelmeisterschaften | Damendoppel | 1     | Wilma Reid / J. S. Woodcock      |
| 1969   | Schottland: Einzelmeisterschaften | Mixed       | 1     | Robert McCoig / Wilma Reid       |
| 1970   | Schottland: Einzelmeisterschaften | Damendoppel | 1     | Wilma Reid / H. Gibson           |
| 1970   | Schottland: Einzelmeisterschaften | Mixed       | 1     | Robert McCoig / Wilma Reid       |
| 1971   | Schottland: Einzelmeisterschaften | Mixed       | 1     | Robert McCoig / Wilma Reid       |